# 兵庫県道553号別府平岡線
兵庫県道553号別府平岡線（ひょうごけんどう553ごう べふひらおかせん）は、兵庫県加古川市から加古郡播磨町を経由して、加古川市に至る一般県道である。

## 概要
加古川市別府町緑町から加古郡播磨町を経由して、加古川市平岡町土山に至る。

### 路線データ
- 起点：加古川市別府町緑町（別府緑町交差点、兵庫県道718号明石高砂線交点）
- 終点：加古川市平岡町土山（土山西交差点、国道2号交点）
- 総延長：3.709 km

## 路線状況

### 重複区間
- 兵庫県道382号本荘平岡線（加古郡播磨町北古田1丁目・古田交差点 - 加古郡播磨町北古田1丁目）

### 道路施設

#### 橋梁
- 住吉橋（喜瀬川、加古郡播磨町）

## 地理

### 通過する自治体
- 兵庫県
  - 加古川市 - 加古郡播磨町 - 加古川市

### 交差する道路
| 交差する道路                                   | 市町村名 | 市町村名 | 交差する場所 | 交差する場所          |
| ---------------------------------------------- | -------- | -------- | ------------ | --------------------- |
| 兵庫県道718号明石高砂線                        | 加古川市 | 加古川市 | 別府町緑町   | 別府緑町交差点 / 起点 |
| 国道250号 兵庫県道382号本荘平岡線 重複区間起点 | 加古郡   | 播磨町   | 北古田1丁目  | 古田交差点            |
| 兵庫県道382号本荘平岡線 重複区間終点           | 加古郡   | 播磨町   | 北古田1丁目  |                       |
| 国道2号                                        | 加古川市 | 加古川市 | 平岡町土山   | 土山西交差点 / 終点   |

### 交差する鉄道
- 山陽電気鉄道本線
- 山陽新幹線
- 山陽本線

### 沿線
- 兵庫県立東はりま特別支援学校
- 播磨町立蓮池小学校
- JR西日本山陽本線 土山駅
- 加古川市立平岡東小学校